# Vodní cesta Visla–Odra
Vodní cesta Visla–Odra je uměle vystavěná cesta, která spojuje dvě hlavní polská rozvodí Visly a Odry a která ilustruje situaci v lodní dopravě v průběhu průmyslové revoluce 19. století. Stavba bydhošťského kanálu vedla ke vzniku BWW (Bydhošťského vodního uzlu), který výrazně ovlivňuje i historii města Bydhoště

## Vodní cesty

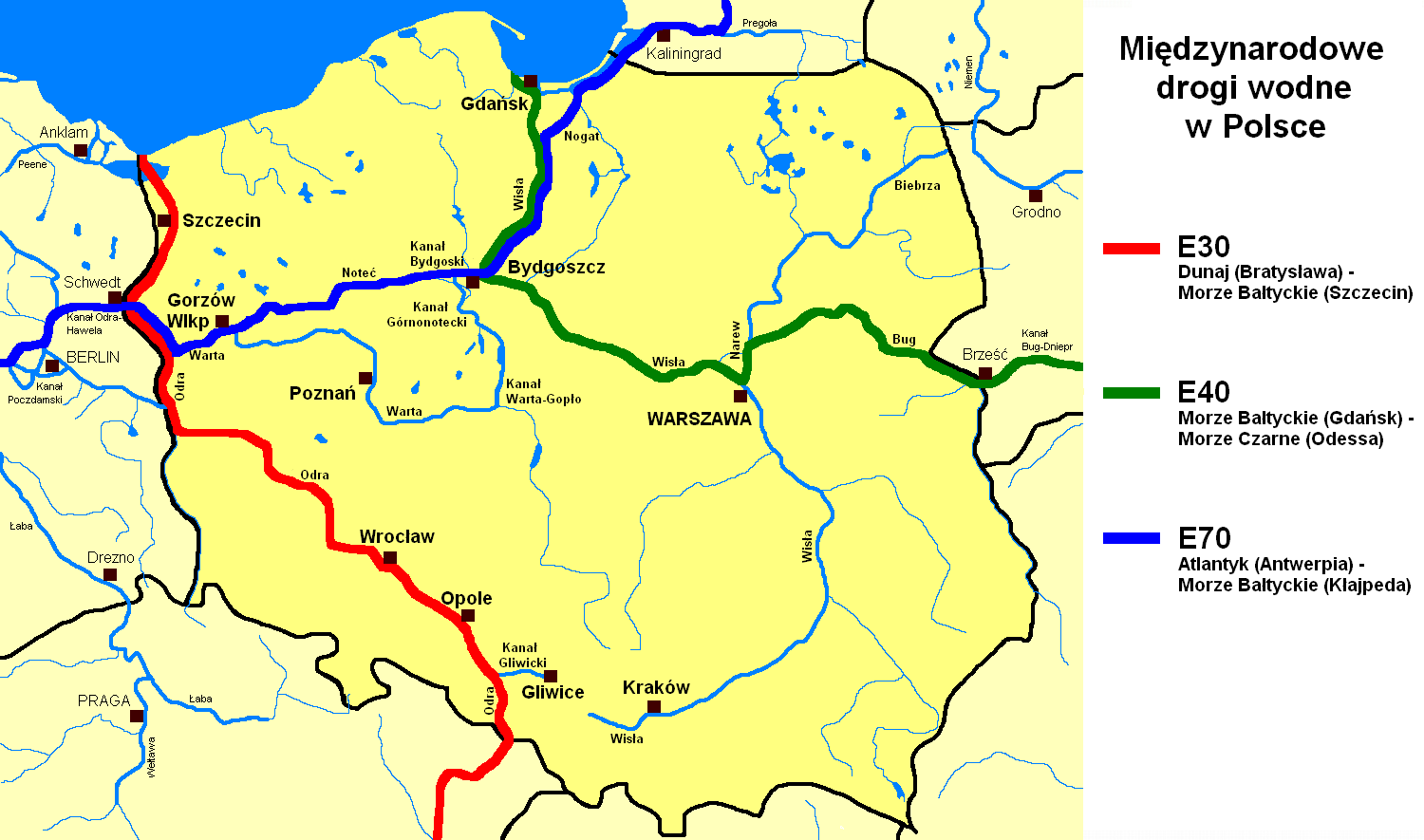
Mezinárodní vodní cesty v Polsku

Vodní kanály a průplavy začaly již v 18. století mít v obchodě a průmyslu větší váhu. Do popředí zájmu se dostávají jak průplavy, tak i kanály, které spojují říční toky. Svojí cenou se stává tato možnost velice atraktivní, i když jejich výstavba je nesmírně náročná. Již v 18. století začaly tyto stavby nabývat většího významu a postupně se v 19. století dále rozšiřovaly. Kanál Visla–Odra je jednou z prvních staveb tohoto druhu a stal se významnou vodní cestou v Polsku, která zabezpečuje lodní dopravu mezi řekami Visla a Odra. Z přehledu vodní dopravy v Polsku je zřejmé jeho výjimečnost.

## Vznik Bydhošťského kanálu

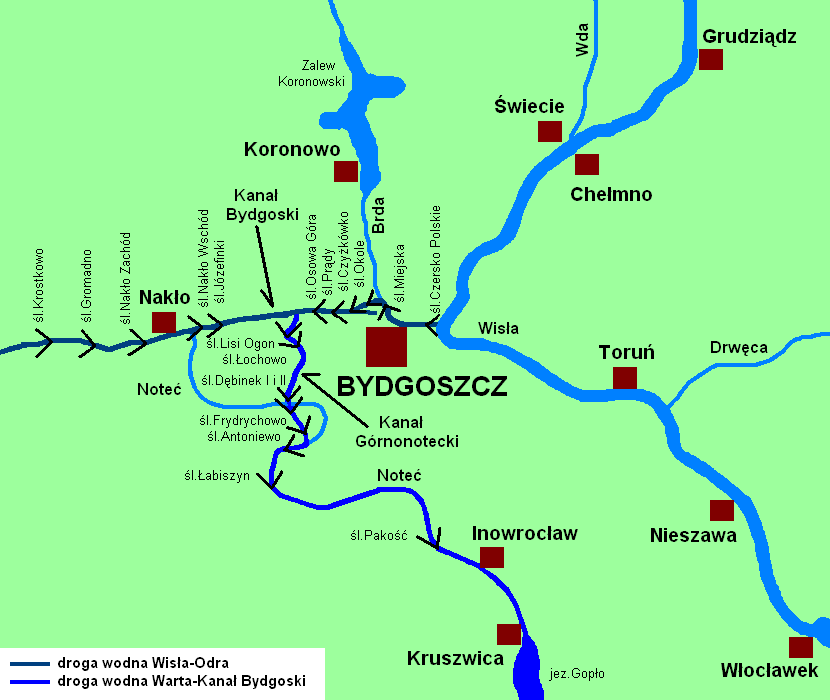
Schema vodních cest

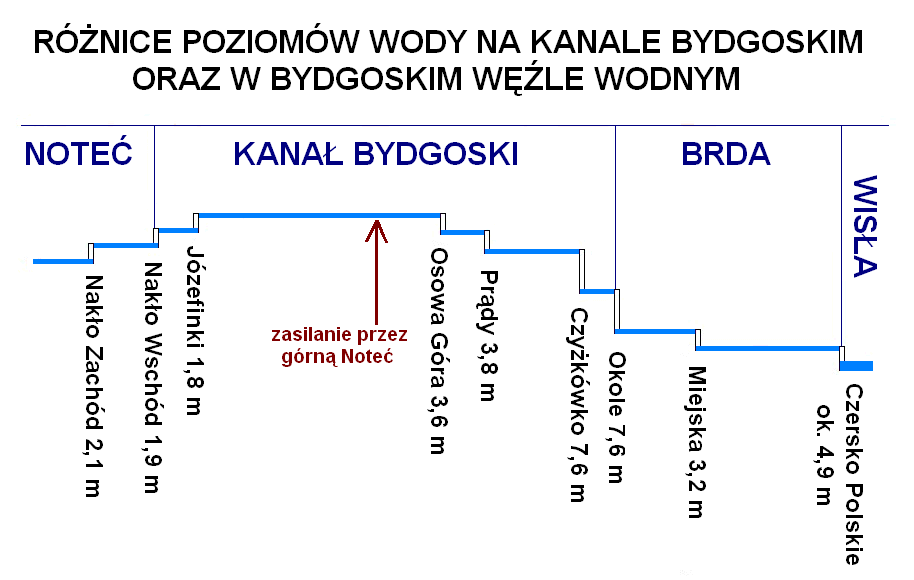
systém plavebních komor

V Polsku se do popředí dostala v 18. století touha propojit povodí Visly a Odry. Řeka Visla, která směřuje na západ, se u Bydhoště náhle a prudce obrací na sever a teče k moři. Bydhošť přitom leží na rozvodí obou řek. Řeka Brda (přítok Visly) a řeka Noteć (přítok Warty, respektive Odry) jsou tu od sebe vzdáleny jen asi 10 kilometrů. Možnost propojit obě řeky tak byla lákavá. V roce 1772 došlo k prvému dělení Polska a následující rok byly dokončeny přípravné práce, které byly započaty již dříve před tímto dělením. Na jaře roku 1773 byla zahájena samotná stavba kanálu. Pracovalo zde až 6 tisíc pracovníků za mimořádně těžkých podmínek, často byli až po prsa ve vodě. Řada z nich zemřela na horečky nebo úplavice. Podle dochovaných informací se na stavbě pracovalo v takto obtížných podmínkách od jara 1773 do podzimu 1774. Po 18 měsících, 9. září 1774, byl Bydhošťský kanál oficiálně otevřen. Mimo délky samotného kanálu 26,77 km zde bylo postaveno devět plavebních komor, z toho 3 komory překonávaly výšku 5,8 m, a 6 komor na druhé straně překonávalo výšku 30,7 m. Bydhošťský kanál je nejstarším vnitrozemským vodním kanálem na současném polském území, který je stále v provozu.   

## Další vývoj
S vznikem kanálu došlo k dalšímu rozvoji lodní dopravy v Bydhošti, pro lodní dopravu byly upraveny i přítoky kanálu Visla–Odra a vznikly zde přístavy a vznikaly zde loděnice. Další regulace vznikla na řece Noteć v letech 1878–1882. Na tyto práce navazovala regulace řeky Brdy (délka řeky 238 km, průtok 31 m²/s), vodní doprava je však jen v délce 15 km. Po vybudování těchto kanálů se město stalo význačným obchodním centrem, které vodní cestou spojovalo Polské království s Německem a jeho význam stále narůstal. Toto spojení vodních cest se nyní nazývá Bydhošťský vodní uzel – (polsky Bydgoski Węzeł Wodny, zkratka BWW) a spojuje všechny řeky a kanály, které se v Bydhošti nachází. Bydhošť, která měla na počátku 18. století necelých 5 tisíc obyvatel, se počala rozrůstat podél kanálů až na břeh řeky Visly a postupně i překročila na protější břeh. V roce 1910, kdy vodní doprava dosáhla předválečného vrcholu, zde již žilo 57 700 tisíc obyvatel. Bydhošť se stala posléze i administrativním centrem povodí Odry a Visly a význačným prvkem vnitrozemské vodní cesty z Polska do západní Evropy a byla alternativou k námořní obchodní cestě přes Gdaňsk. Při sledování vzniku kanálu Visla–Odra je třeba mít na zřeteli dělení Polska. Další vývoj je pak spjat se vznikem nezávislého polského státu.

## Bydhošťský kanál nyní
V letech 1910–1915 byl kanál opět přestavěn, byl změněn jeho směr a stará část byla přejmenována na Starý bydhošťský kanál. Ta je nyní mimo provoz a stala se z ní turistická atrakce města. Její okolí tvoří park (47 ha) s názvem „Planty nad Kanalem Bydgoskim“. V meziválečném období to bylo považováno za nejkrásnější a nejefektivnější vodní cestu polské republiky. V roce 2005 byl zapsán na seznam památek.

## Galerie

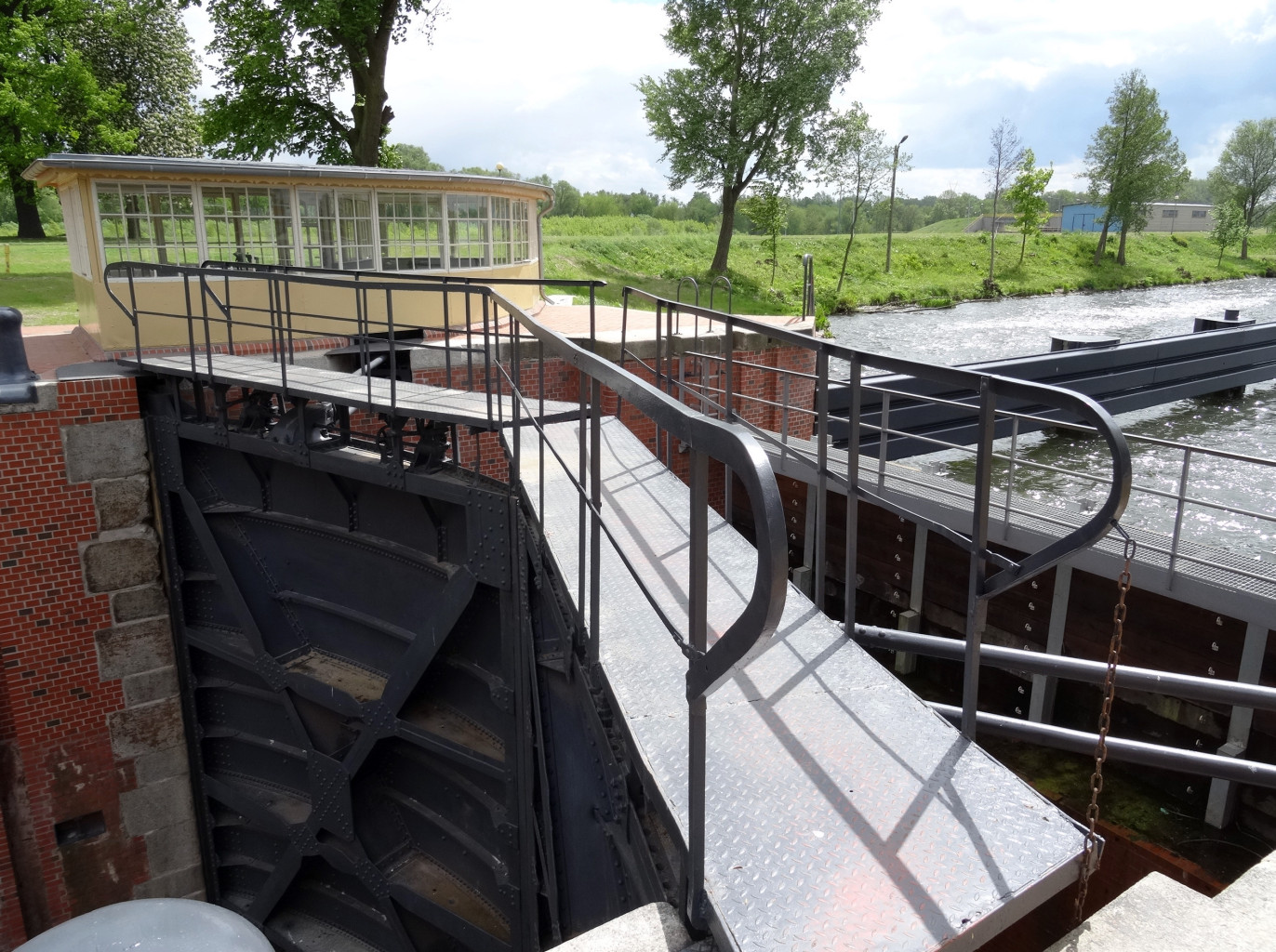
Zdymadlo Brdyujście (z roku 1879) v Bydhošti
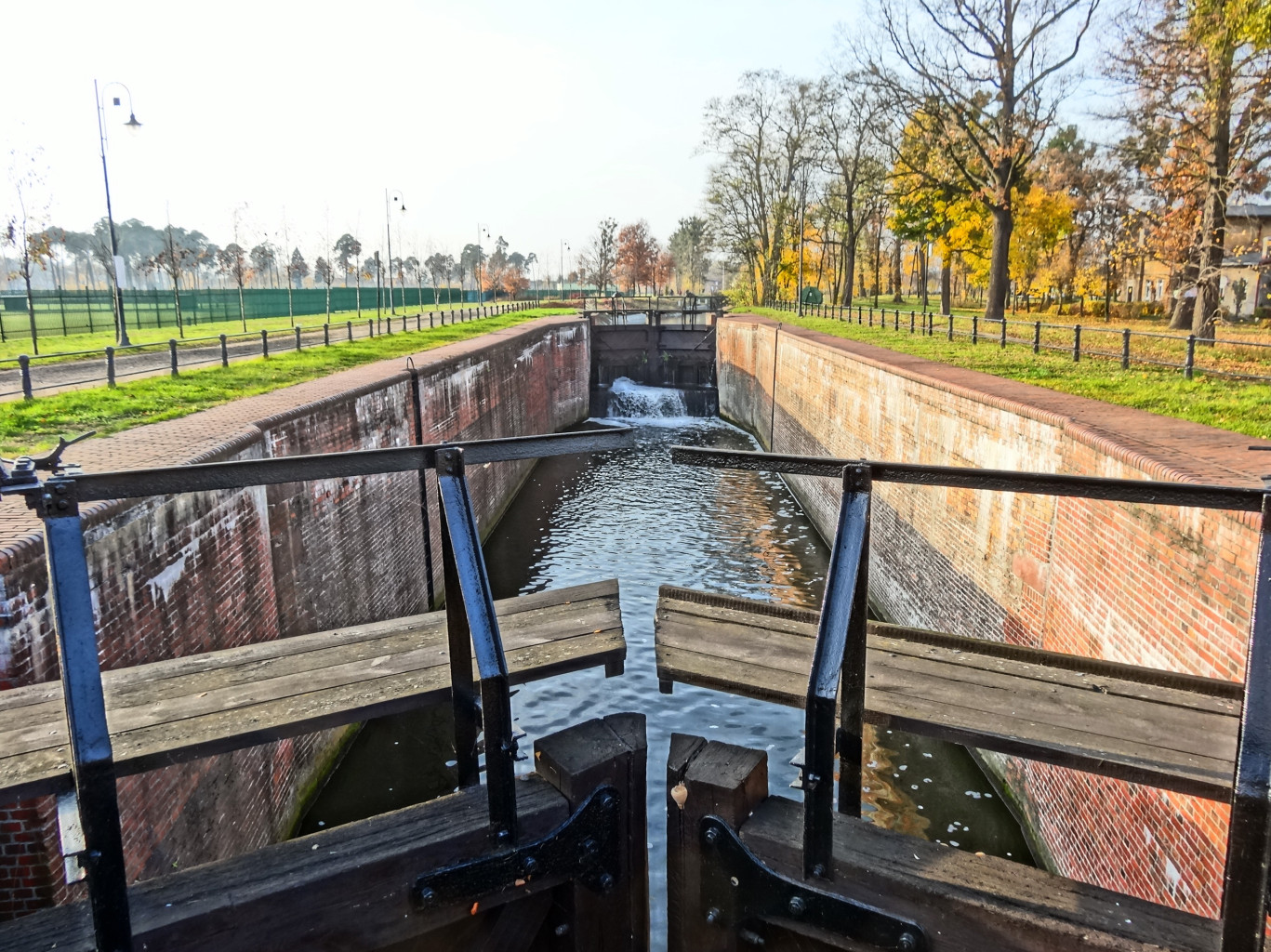
Zdymadlo VI Bronikowskiego
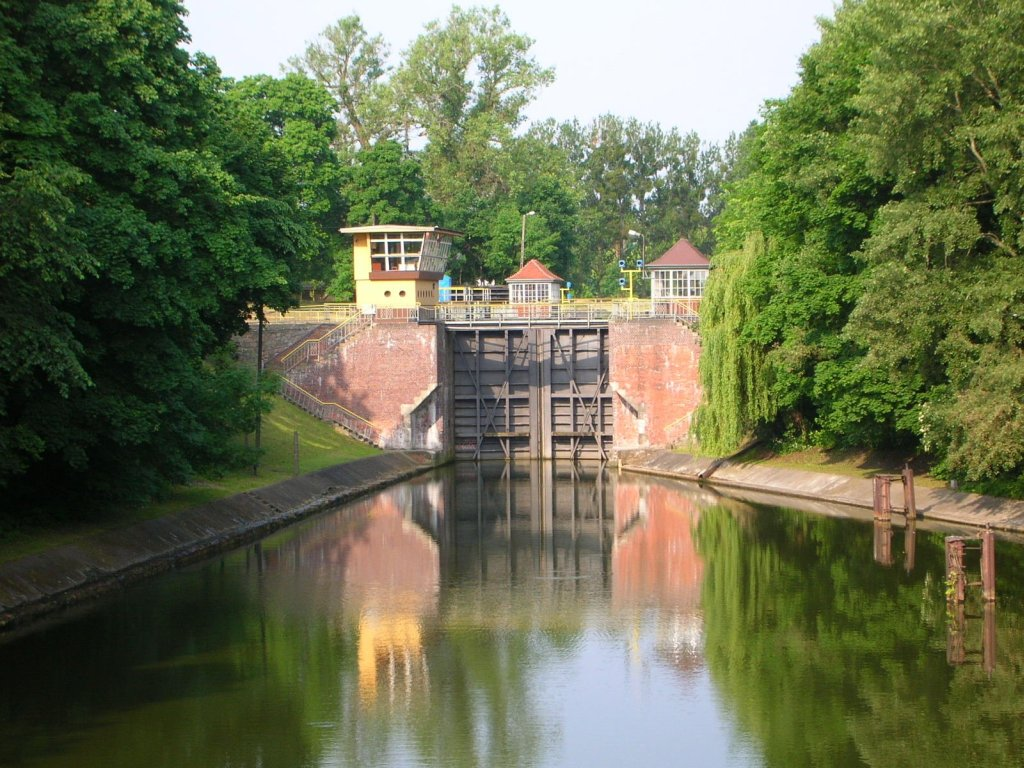
Zdymadlo „Czyżkówko“ v Bydhošti
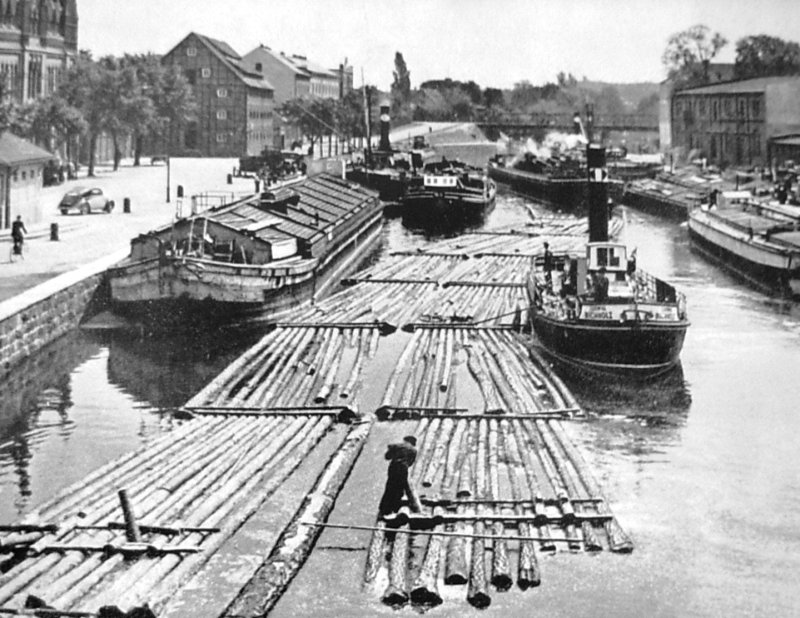
Remorkéry a vory ve starém přístavu v Bydhošti (30. léta 20. století)
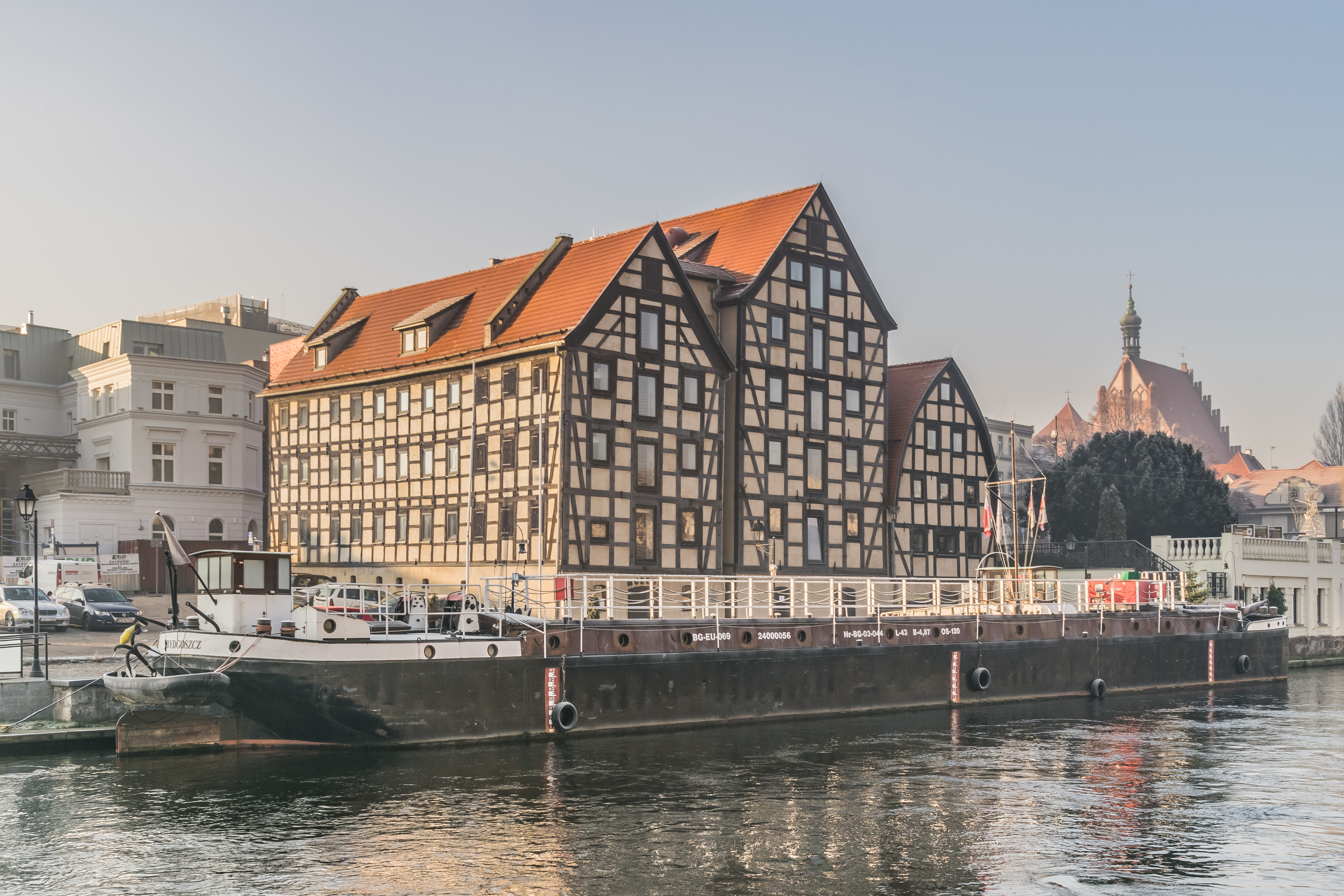
Sýpka
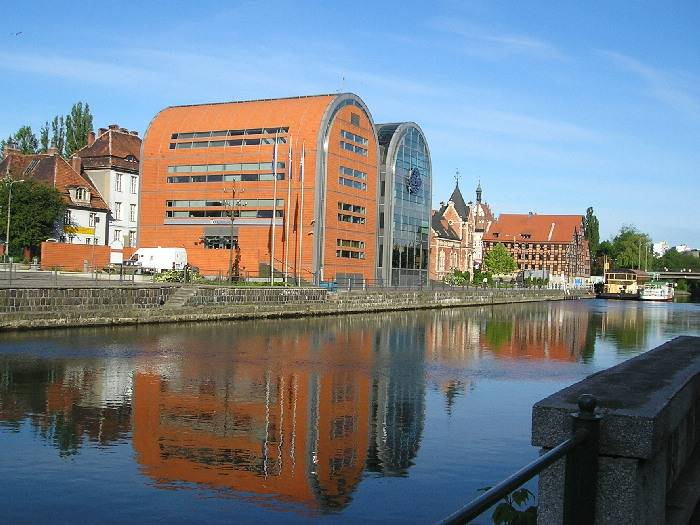
sýpka
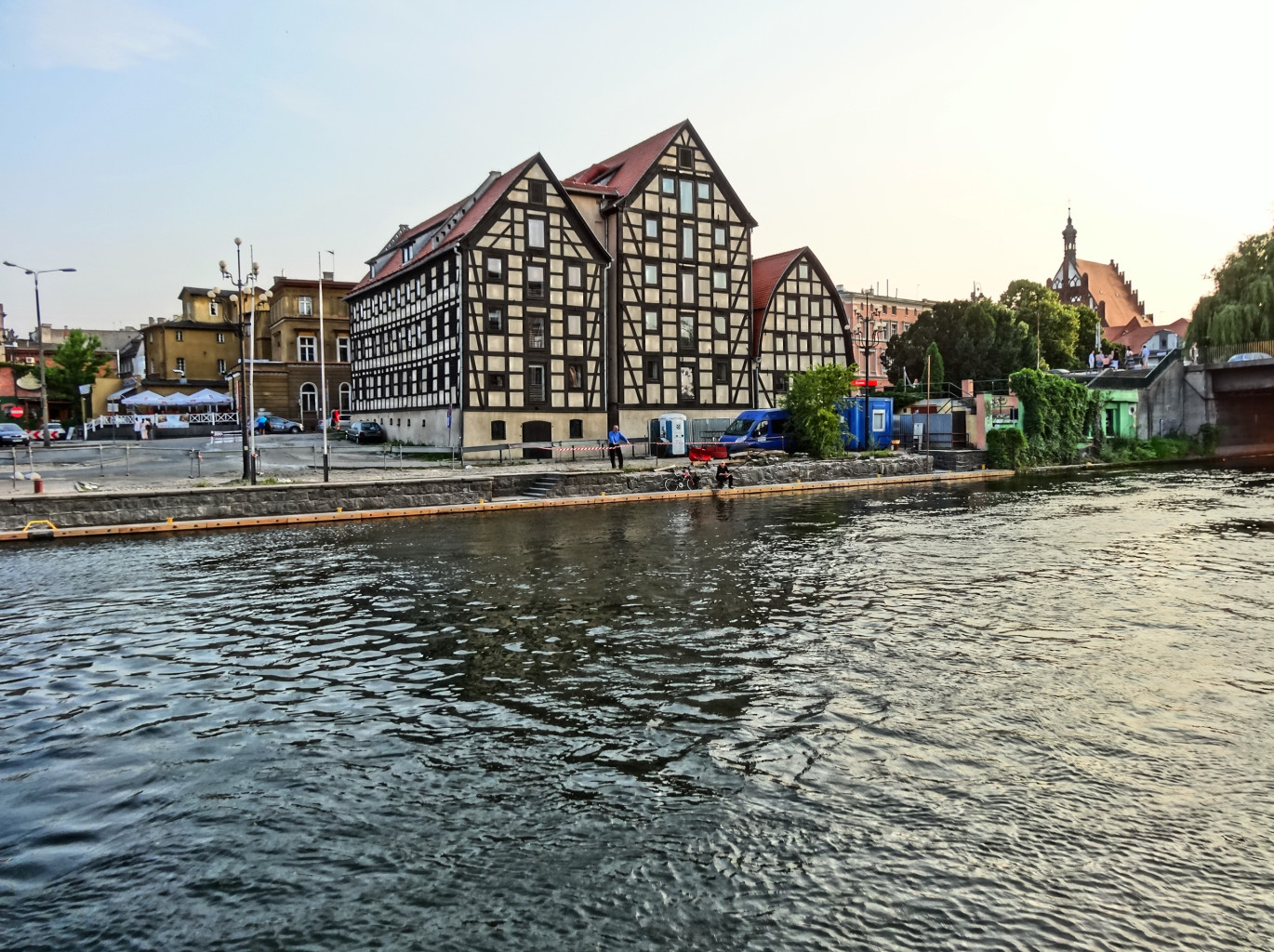
Špejchar nad Brdou v Bydhošti postavený v letech 1793–1800
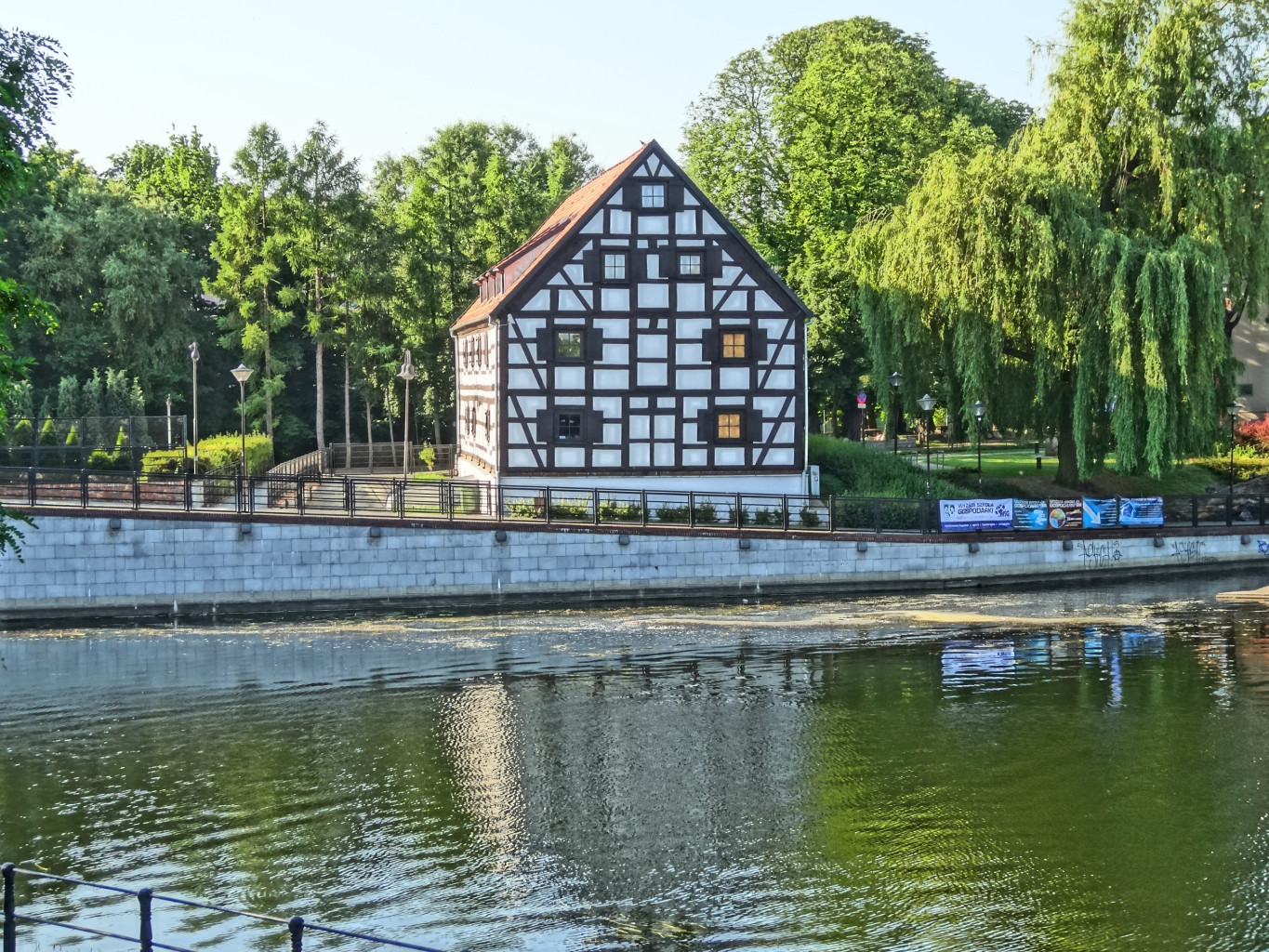
Bílá sýpka
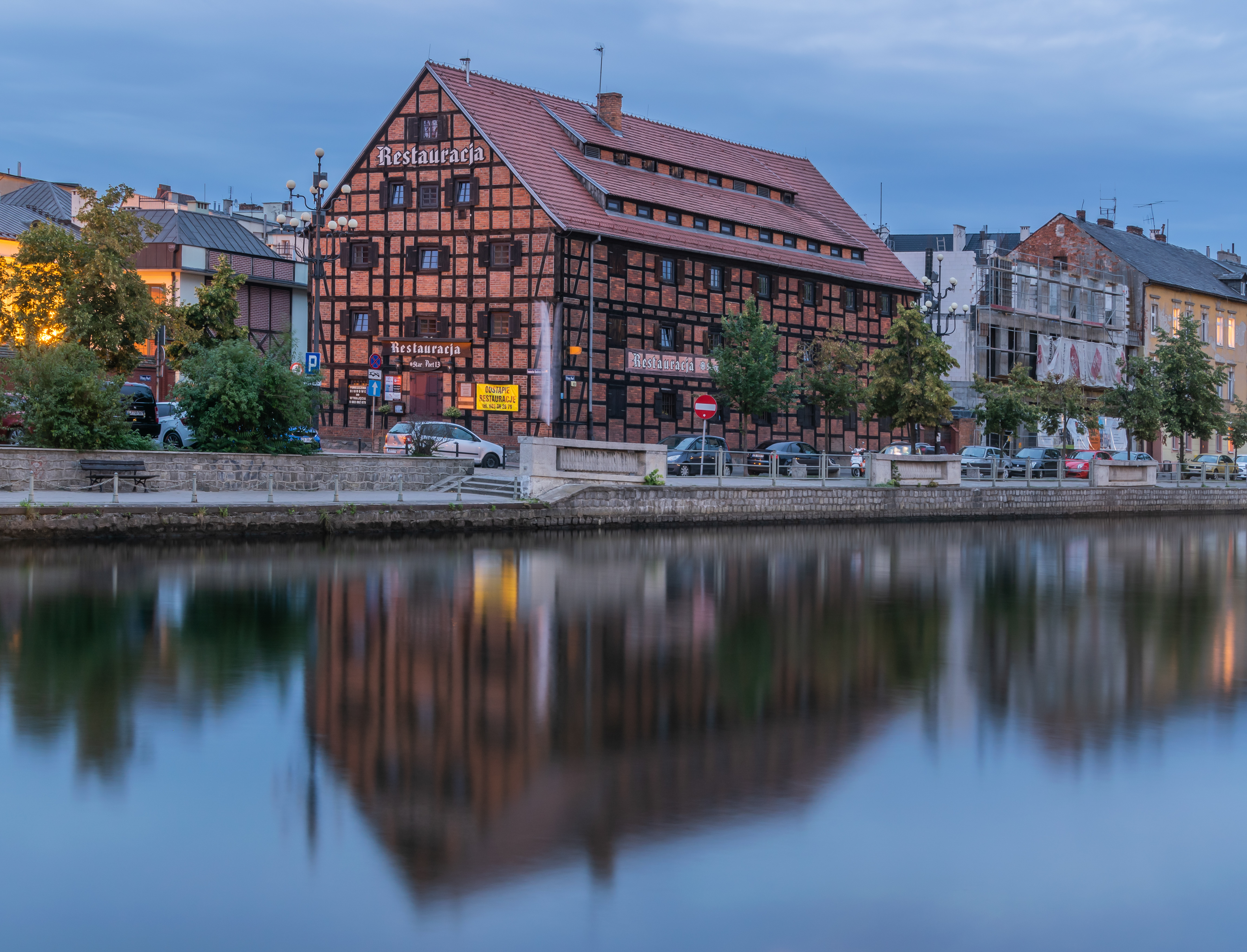
Starý přístav